# Evermoor
Evermoor ist eine britische Miniserie, die von Lime Pictures im Auftrag des britischen Disney Channel produziert wurde. Die Idee zur Miniserie stammte von Tim Compton und Diane Whitley, die bereits für die Serie House of Anubis verantwortlich waren. Ihre Premiere feierte die Miniserie am 10. Oktober 2014 auf dem britischen Disney Channel.
Die deutschsprachige Erstausstrahlung erfolgte als Filmfassung in der Schweiz am 19. April 2015 auf SRF zwei. In Österreich zeigte ORF eins die Filmfassung am 1. November 2015. In Deutschland zeigte der Disney Channel die Miniserie am 9. und 10. Januar 2016.
Im März 2015 bestellte der britische Disney Channel eine Fortsetzung von Evermoor in Form einer Serie mit dem Titel The Evermoor Chronicles.

## Handlung
Tara Crossley ist ein US-amerikanisches 15-jähriges Mädchen, welches ihr städtisches Leben hinter sich lassen muss, um gemeinsam mit ihrer Familie in das abgeschiedene britische Dorf Evermoor zu ziehen. Evermoor liegt am Rande einer unheimlichen Moorlandschaft in Middle England. Ihre eigentlich aus Großbritannien stammende Mutter und deren neuer Ehemann sind samt ihrem Bruder Jake und ihren Stiefgeschwistern Seb und Bella in den alten Familiensitz Evermoor Manor gezogen, wo Tara in ihrer Jugend schon ihre nun verstorbene Tante besucht hatte. Während ihre Eltern sich in ihrem neuen Zuhause, dem Evermoor Manor, einrichten, versuchen Tara, ihr Bruder und ihre Stiefgeschwister sich an die neue Umgebung zu gewöhnen. In dem gruseligen Anwesen entdeckt Tara einen mysteriösen Wandteppich, der die Zukunft zeigt. Obwohl niemand in der Familie der sehr fantasiebegabten Tara glauben will, kommt diese zudem den „Everines“ auf die Spur, einem Hexen-Zirkel, der den Teppich betreut – und der die Neuankömmlinge wieder loswerden will. Und es dauert nicht lange, bis Tara sich in einer Welt aus Gefahren, Geheimnissen und Intrigen wiederfindet.

## Besetzung und Synchronisation
Die deutsche Synchronisation entstand unter dem Dialogbuch und der Dialogregie von Inez Günther durch die Synchronfirma SDI Media Germany GmbH in München.
| Rollenname                  | Schauspieler           | Synchronsprecher       |
| --------------------------- | ---------------------- | ---------------------- |
| Tara Crossley               | Naomi Sequeira         | Katharina Schwarzmaier |
| Sorsha Doyle                | Jordan Loughran        | Stephanie Marin        |
| Fiona Crossley              | Belinda Stewart-Wilson | Madeleine Stolze       |
| Rob Crossley                | Dan Fredenburgh        | Manou Lubowski         |
| Sebastian „Seb“ Crossley    | George Sear            | Max Felder             |
| Jake Crossley               | Georgie Farmer         | Niklas Münnighoff      |
| Bella Crossley              | Georgia Lock           | Lea Kalbhenn           |
| Bürgermeister Chester Doyle | Clive Rowe             | Christoph Jablonka     |
| Ludo Carmichael             | Alex Starke            | Norman Endres          |
| Crimson Carmichael          | Margaret Cabourn-Smith | Kathrin Gaube          |
| Esmerelda Dwyer             | Sharon Morgan          | Marina Köhler          |
| Cameron Marsh               | Finney Cassidy         | Tim Schwarzmaier       |
| Tante Bridget               | Georgie Glen           | Christina Hoeltel      |

## Episodenliste
| Nr. (ges.) | Nr. (St.) | Deutscher Titel            | Originaltitel | Erstausstrahlung GB | Deutschsprachige Erstausstrahlung (D) | Regie        | Drehbuch   |
| ---------- | --------- | -------------------------- | ------------- | ------------------- | ------------------------------------- | ------------ | ---------- |
| 1          | 1         | Ankunft in Evermoor        | Chapter 1     | 10. Okt. 2014       | 9. Jan. 2016                          | Chris Cottam | Bede Blake |
| 2          | 2         | Ein schrecklicher Verdacht | Chapter 2     | 17. Okt. 2014       | 9. Jan. 2016                          | Chris Cottam | Bede Blake |
| 3          | 3         | Der geheime Zirkel         | Chapter 3     | 24. Okt. 2014       | 10. Jan. 2016                         | Chris Cottam | Bede Blake |
| 4          | 4         | Der goldene Faden          | Chapter 4     | 31. Okt. 2014       | 10. Jan. 2016                         | Chris Cottam | Bede Blake |

## Spin-Off
Im März 2015 bestätigte der britische Disney Channel die Produktion einer Nachfolgerserie von Evermoor mit dem Titel The Evermoor Chronicles, welche am 9. November 2015 gestartet ist. Die Dreharbeiten zur 20-teiligen ersten Staffel erfolgten im Sommer 2015. Damit ist die Serie auch die erste fiktionale Serie des britischen Disney Channels. Neben bekannten Figuren aus der Miniserie, wie Tara, wurden in The Evermoor Chronicles auch neue Charaktere eingeführt. Wie Evermoor wurde The Evermoor Chronicles von Lime Pictures produziert. Die Serienschöpfer Diane Whitely & Tim Compton, Autor Bede Blake und Executive Producer Rebecca Hodgson sind ebenfalls wieder mit dabei.